# Modest Bargalló i Ardèvol
Modest Bargalló i Ardèvol   (Sabadell, 1894 - Ciutat de Mèxic, 1981) va ser un mestre i pedagog català. Era fill del pedagog Miquel Bargalló Sentís i germà del també educador i polític Miquel Bargalló i Ardèvol.

## Biografia
En 1911 va obtenir el títol de mestre i el 25 de juny de 1915 va ser nomenat professor numerari de física, química, història natural i agricultura a l'Escola Normal de Mestres de Guadalajara. No per això va abandonar els seus estudis i en 1929 va seguir el curs de psicologia experimental en la Universitat Central de Madrid amb el professor Rodrigo Lavín i en 1931 va aconseguir el doctorat en Ciències Naturals, mentre col·laborava amb Ignacio Bolívar y Urrutia, qui dirigia el Jardí Botànic de Madrid i el Museu de Ciències Naturals de Madrid.
Vinculat amb Reus, on el seu pare Miquel Bargalló era mestre, va publicar una part important dels seus llibres en aquella ciutat, i es va casar amb la reusenca Lluïsa Porrera. Publicà articles sobre pedagogia a la Revista del Centre de Lectura de Reus, del 1920 al 1922.
Al llarg del seu periple com a director de l'Escola Normal de Maestro de Guadalajara va millorar els laboratoris i va acumular materials per un museu escolar. Amb Marcelino Martín González del Arco va escriure un Manual de Química editat per Sardá a Reus i Guadalajara, que des de 1919 va conèixer cinc edicions i que va enriquir amb les seves fotografies. Unes altres de les seves obres van ser un Manual de Física (Reus, 1925), Como se enseñan las ciencias físico-químicas (Madrid, 1923), La vida de las plantas. Experiencias sencillas de fisiología vegetal (Sardá, Reus, 1932), Paseos y excursiones escolares (Guadalajara, Sardá, 1934) y Problemas de Física y Química (Guadalajara, Gutenberg, 1936). A més, en 1928 va fundar Faraday, una publicació dedicada a la didàctica de les Ciències Naturals.
La seva inquietud pedagògica li va portar a dirigir la Revista de Escuelas Normales, portaveu de l'Asociación Nacional del Professorado Numerario de Escuelas Normales. Aquesta societat, nascuda en 1921, va decidir al seu congrés fundacional dotar-se d'una revista dedicada a professors i alumnes normalistes i va fixar a Guadalajara la seva redacció, de la qur es van fer càrrec Modest Bargalló, Miquel Bargalló i Ardèvol, Daniel Carretero Riosalido, Carmen Oña i Visitación Poblete. En 1927 va renunciar a seguir al capdavant de la revista i a l'any següent la redacció va passar a Conca sota la direcció de Rodolfo Llopis, on va estar fins que en 1930 va tornar a Guadalajara, per ser de nou conduïda per Modest Bargalló. Durant aquests anys, a les seves pàgines es van asseure les bases pedagògiques de la reforma educativa engegada durant la Segona República Espanyola.
Va ser un ardent defensor del valor formatiu de la premsa, i així en 1929 impulsava a un grup d'alumnes a publicar El Bachiller Arriacense i en 1933 signava un article en el primer nombre de FAE, l'òrgan de la Federación Alcarreña de Estudiantes. No per casualitat va ser membre de la Junta Directiva de l'Associació de la Premsa de Guadalajara, perquè va ser constant col·laborador en publicacions com Avante, òrgan del PSOE alcarreny, o Abril, portaveu de les esquerres.
Exiliat a França amb la seva família en el matí del 13 de juny de 1939, Modest Bargalló i la seva família, va arribar al port mexicà de Veracruz a bord del Sinaia. Va iniciar així una nova etapa en la seva vida, encara més intensa i fructífera. Des de 1940 va ser professor de l'Escola Nacional de Ciències Biològiques de l'Institut Politècnic Nacional de Mèxic i actiu col·laborador de publicacions prestigioses com la Revista de la Sociedad Química de México y Ciencia. En 1964 va fundar la Societat Mexicana d'Història de la Ciència i la Tecnologia. Mentre a Espanya els seus llibres de text eren prohibits per a ús escolar per un Decret signat pel primer ministre d'Educació Nacional franquista, Pedro Sainz Rodríguez, a Mèxic escrivia algunes obres fonamentals en la recent història de la ciència mexicana, entre les quals destaca La minería y la metalurgia española durante la época colonial y su Tratado de Química Inorgánica.

## Obres
- Manual de Física (Reus, 1925)
- Como se enseñan las ciencias físico-químicas (Madrid, 1923)
- La vida de las plantas. Experiencias sencillas de fisiología vegetal (Sardá, Reus, 1932)
- Paseos y excursiones escolares (Guadalajara, Sardá, 1934)
- Problemas de Física y Química (Guadalajara, Gutenberg, 1936)
- La minería y la metalurgia en la América española durante la época colonial (1955)
- La amalgamación de los minerales de plata en Hispanoamérica colonial (1969),
- Trabajos, artículos y apuntes 1940-1972, sobre química, enseñanza y metalurgia mexicana y de Hispanoamérica colonial (1973).